# Euphorbia macgillivrayi
Euphorbia macgillivrayi är en törelväxtart som beskrevs av Pierre Edmond Boissier. Euphorbia macgillivrayi ingår i släktet törlar, och familjen törelväxter. Inga underarter finns listade i Catalogue of Life.